# Джон Гібсон (1993)
Джон Гібсон (англ. John Gibson; 14 липня 1993, м. Піттсбург, США) — американський хокеїст, воротар. Виступає за «Анагайм Дакс» у Національній хокейній лізі.
Виступав за «Кітченер Рейнджерс» (ОХЛ), «Норфолк Адміралс» (АХЛ), «Анагайм Дакс».
В чемпіонатах НХЛ — 26 матчів, у турнірах Кубка Стенлі — 4 матчі.
У складі національної збірної США учасник чемпіонату світу 2013 (5 матчів). У складі молодіжної збірної США учасник чемпіонатів світу 2012 і 2013. У складі юніорської збірної США учасник чемпіонату світу 2011.
Досягнення
- Бронзовий призер чемпіонату світу (2013)
- Переможець молодіжного чемпіонату світу (2013)
- Переможець юніорського чемпіонату світу (2009)

Нагороди
- Найцінніший гравець (MVP) молодіжного чемпіонату світу (2013)
- Найкращий воротар молодіжного чемпіонату світу (2013)
- Найкращий воротар юніорського чемпіонату світу (2009)